# Glostrup Stadion
Glostrup Stadion er et atletik- og fodboldstadion i Glostrup. Stadionet er hjemmbane for Glostrup IC's atletikafdeling samt fodboldklubberne BGA og Glostrup F.K..  Stadionet ligger i Glostrup Idrætspark.
I sommeren 2007 opførte MT Højgaard en ny siddetribune med plads til 380 siddende tilskuere og en VIP-lounge.
Atletikbanerne af kunststofmaterialet Everplay blev indviet den 29. maj 1980 ved et stævne, hvor Henrik Jørgensen satte nordisk juniorrekord på 10.000 meter løb med tiden 29:00,3 minutter. Den rekord stod stadig i 2010. 

## Tilskuerrekord
- 3.800: IF 32 Glostrup - Ballerup IF i 1971.